# Casa Pol (Teià)
La Casa Pol és un edifici de Teià (Maresme) inclòs en l'Inventari del Patrimoni Arquitectònic de Catalunya.

## Història
L'edifici original va ser fet construir cap al 1281 per Ramon Roudors, ciutadà de Barcelona. El 1425, Blanca Roudors es va casar amb el draper Pere Guillem Martina, i el 1515 la seva filla Jerònima Marina i Roudors es va casar amb Felip de Corregó. El 1616, el seu fill Galceran de Corregó i Martina-Riudors la va vendre al donzell Lluís Miquel de Pol i de Miquel i la seva esposa Maria Riera d'Olzinelles i Ferran.
La seva filla Eulàlia de Pol i Riera d'Olzinelles es va casar amb el donzell Francesc de Fivaller i de Gebellí. El 1703, el seu net Carles de Fivaller-Clasquerí i de Torres (1662-1741) va portar a terme una restauració de la casa, deixant-la tal com es troba en l'actualitat.
La capella fou bastida el 1696 i privilegiada amb una butlla de concessió d'indulgències el 1717, en obsequi a Carles de Fivaller. Dins la tradició del poble estava establert que la Nit de Reis la cavalcada típica sortís d'aquesta capella perquè hi havia un quadre de l'Adoració dels Reis Mags.

## Descripció
Casa de planta baixa, planta noble i pis, amb coberta a una sola vessant i carener paral·lel a la façana principal. A la planta baixa es conserva, en un extrem, un portal d'arc de mig punt amb grans dovelles, tot i que la part superior resta mig amagada per un dels balcons de la planta noble. A l'altre extrem hi ha una finestra petita estructurada per una llinda de pedra i carreus de grans dimensions. El pis noble compta amb un seguit de balcons, tots ells allindanats amb pedra i de brancals conformats per carreus grans i de cantons motllurats. El pis superior compta amb una galeria d'arcs de mig punt sostinguts per pilars de secció quadrangular.
A cada extrem de la casa hi ha dues torres de planta quadrada coronades per merlets, amb els angles reforçats per carreus ben tallats i polits i les obertures estructurades per llindes de pedra i carreus de grans dimensions.
A la part posterior hi ha altres annexes amb diferents sistemes de cobertes i diferents alçades, entre els quals es troba la capella.
En algunes llindes de les finestres es conserven, tot i que difícils de llegir, diverses inscripcions llatines. També es conserva un rellotge de sol entre dos dels balcons de la planta noble.

### Capella
Està situada a la part posterior de la casa. És de petites dimensions i de planta quadrada i coberta a quatre vessants. Els angles són de carreus de pedra picada, igual que els brancals i la llinda de la porta i les dues petites finestres que la flanquegen.
El coronament té una cornisa amb motllures i sobre el carener de la teulada hi ha tres merlets decoratius.